# Ófalu, Baranya
Ófalu (în germană Ohfala) este un sat în districtul Pécsvárad, județul Baranya, Ungaria, având o populație de 328 de locuitori (2011). 

## Demografie
Componența etnică a satului Ófalu
     Maghiari (53,16%)
     Germani (46,84%)
Componența confesională a satului Ófalu
     Romano-catolici (85,67%)
     Luterani (2,74%)
     Necunoscută (11,59%)
Conform recensământului din 2011, satul Ófalu avea 328 de locuitori. Din punct de vedere etnic, majoritatea locuitorilor (53,16%) erau maghiari, cu o minoritate de germani (46,84%).  Din punct de vedere confesional, majoritatea locuitorilor (85,67%) erau romano-catolici, cu o minoritate de luterani (2,74%). Pentru 11,59% din locuitori nu este cunoscută apartenența confesională.